# Missa (EP)
Albums de Dir En Grey
Gauze
Missa est le premier EP du groupe de rock japonais Dir En Grey, sorti le 25 juillet 1997.

## Liste des titres
Toutes les paroles sont écrites par Kyo.
| No | Titre                 | Musique     | Durée |
| -- | --------------------- | ----------- | ----- |
| 1. | Kiri to Mayu (霧と繭) | Kaoru       | 5:08  |
| 2. | ｢S｣                   | Kyo         | 3:32  |
| 3. | Erode                 | Toshiya     | 6:30  |
| 4. | Aoi Tsuki (蒼い月)    | Dir En Grey | 5:06  |
| 5. | Garden                | Dir En Grey | 5:27  |
| 6. | Byou Shin (秒「」深)  | Kaoru       | 5:39  |